# Learco
Learco (in greco antico: Λέαρχος?, Léarchos) è un personaggio della mitologia greca. Fu un principe della Beozia.

## Genealogia
Figlio di Atamante e di Ino, fu fratello di Melicerte.

## Mitologia
Fu ucciso ancora fanciullo dal padre che era stato fatto impazzire da Era come punizione di aver accolto e allevato Dioniso, figlio illegittimo di Zeus avuto da Semele, sorella di Ino. 

Il padre, accecato dalla pazzia, scambiò il piccolo Learco per un leoncino (o secondo altre versioni per un cerbiatto) e lo uccise, mentre la madre si gettò da una rupe con l'altro figlio Melicerte. Ovidio insiste su alcuni particolari patetici della sua storia, come quello che il bambino aveva spontaneamente allungato le braccia verso il padre per abbracciarlo, non sapendo che egli era impazzito e voleva ucciderlo.
Dante Alighieri cita la sua storia come esempio di pazzia nell'Inferno.